# Apostol Arsache
Apostol Arsache grec. Απόστολος Αρσάκης (ur. w 1789 we wsi Hotovë, dzis. okręg Përmet w Albanii, zm. w 16 lipca 1874 w Bukareszcie) – rumuński filantrop i polityk pochodzący z Epiru, premier Rumunii od 8 czerwca do 23 czerwca 1862.

## Życiorys
Syn Kyriakosa Arsache. Pochodził z rodziny rumuńskiej (aromuńskiej), osiadłej na pograniczu Grecji i Albanii. W 1800 wraz z rodziną przeniósł się do Wiednia, gdzie uczył się w szkole przeznaczonej dla greckich emigrantów. Jednym z jego nauczycieli był Neofytos Dukas, znana postać greckiego Oświecenia. Studia medyczne podjął na uniwersytecie w Halle. W czasie studiów opublikował traktat w języku greckim, poświęcony historii medycyny. 
W 1814 wyjechał do Bukaresztu. Tam też w 1822 poświęcił się dyplomacji. W latach 1836–1839 pełnił funkcję sekretarza Aleksandra Ghiki. W gabinecie, kierowanym przez Barbu Catargiu pełnił przez 6 miesięcy funkcję ministra spraw zagranicznych (22 stycznia-24 czerwca 1862). Po zamachu na Catargiu stanął tymczasowo na czele rządu i kierował nim przez dwa tygodnie. 
W Grecji znany jest jako współtwórca prestiżowej szkoły dla dziewcząt w Atenach (Arsakion). Szkołę wsparł finansowo sumą 600 tys. drachm w złocie. Rząd grecki uhonorował go honorowym obywatelstwem Grecji.
Był żonaty (żona Anastasia Darvari), miał syna i dwie córki.